# Koo
Koo (ros. Коо) – wieś w Rosji, w Republice Ałtaju, w rejonie ułagańskim. W 2010 liczyła 214 mieszkańców.